# Phytodietus arisanus
Phytodietus arisanus là một loài tò vò trong họ Ichneumonidae.